# Сефілян Жирайр

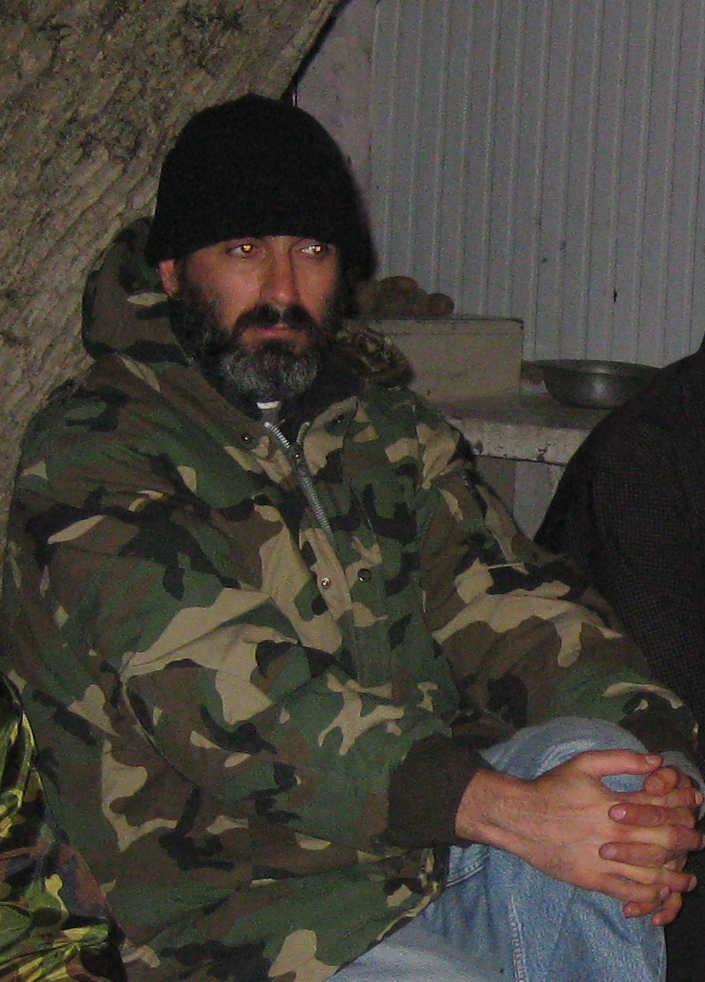
Фотографія Жирайра

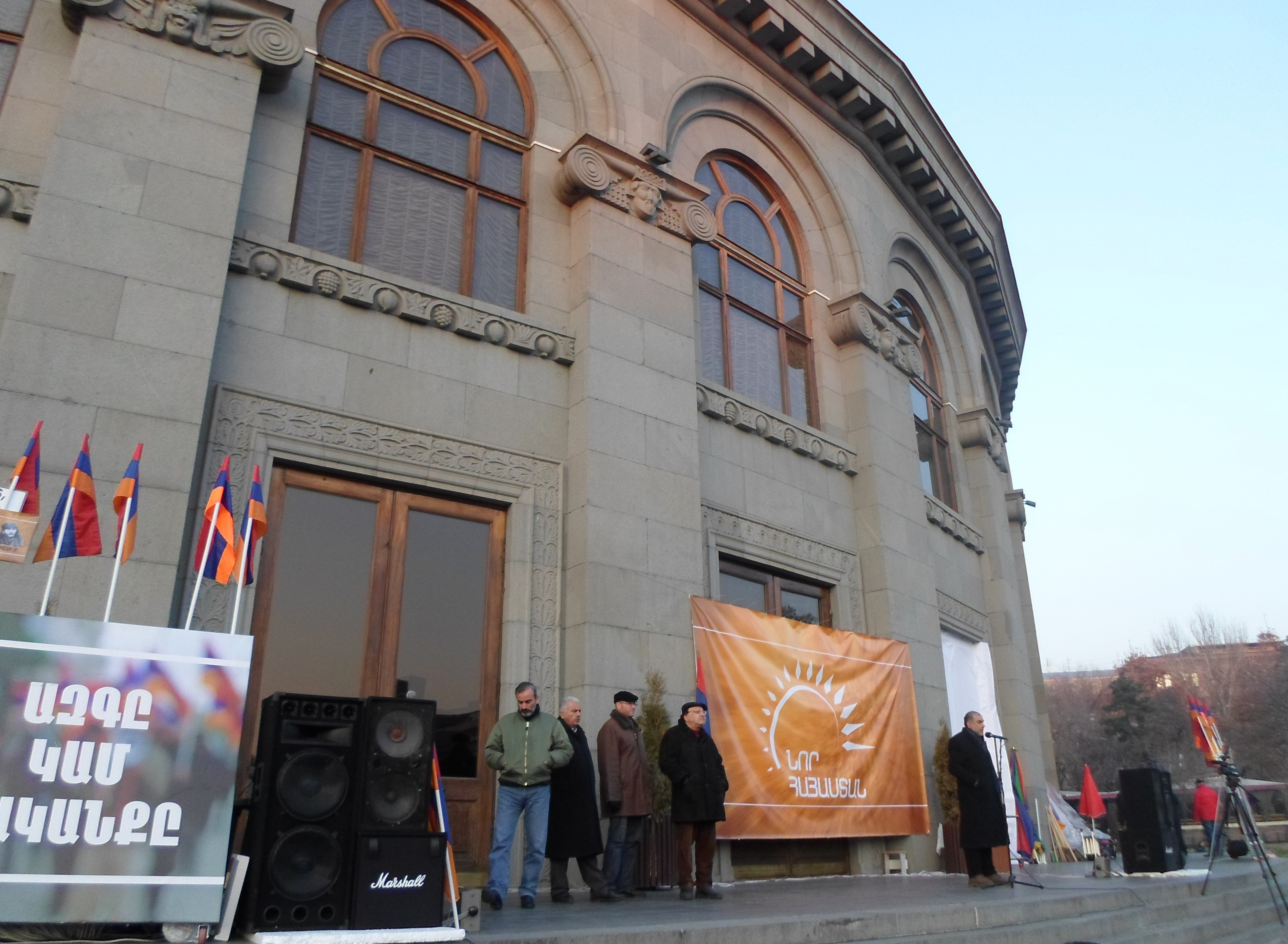
Жирайр Сефілян (грудня, 2015)

Жира́йр Сефіля́н (Жиро́; вірм. Ժիրայր Սեֆիլյան; нар. 1967, Бейрут, Ліван) — вірменський військово-політичний діяч, колишній командир Шушінського особливого батальйону, підполковник, герой карабаської війни. Координатор громадської ініціативи «На захист визволених територій».

## Життєпис
Народився в Лівані. Під час громадянської війни у Лівані брав участь в самообороні вірменської громади.
У 1990 році переїхав до Вірменії, брав участь у карабаській війні, в бойових діях при Шаумянівську, Гадруті, Степанакерті, Кіркіджане тощо. Один з керівників операції зі встановлення контролю над містом Шуша у травні 1992 року. Демобілізований з посади командувача 6-им укріпленим районом.
Як представник фундаментальної опозиції до влади Вірменії, 10 грудня 2006 року Сефілян був затриманий за звинуваченнями у публічних закликах до насильницького повалення Конституційного ладу в країні. У Єревані були проведені ряд акцій, що вимагали звільнення Сефіляна та його побратима В. Малхасяна.

## Нагороди
- кавалер ордену «Бойовий хрест I ступеня»